# 上諸江駅

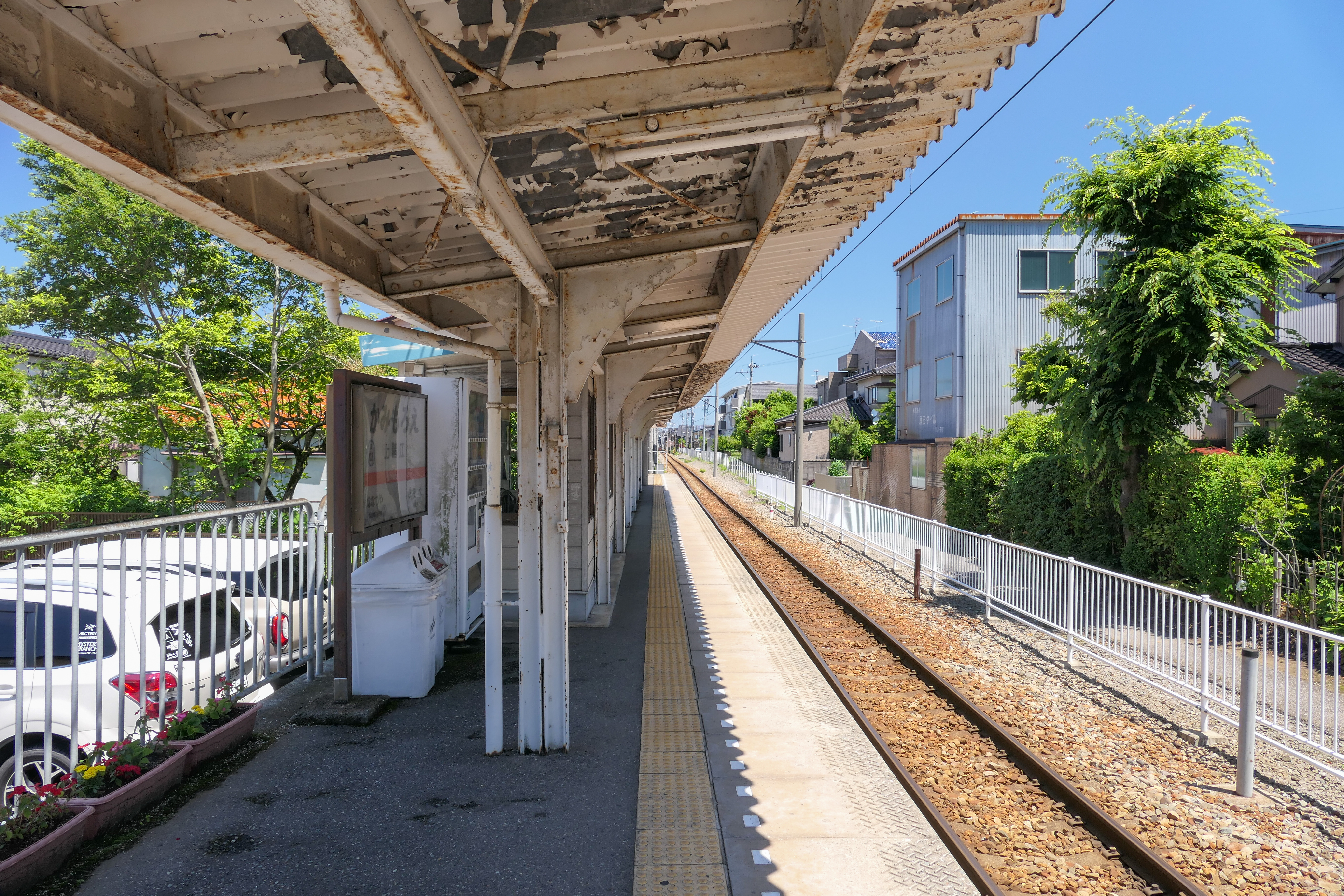
ホーム（2023年6月）

上諸江駅（かみもろええき）は、石川県金沢市諸江町にある北陸鉄道浅野川線の駅である。駅番号はA03。

## 歴史
- 1925年（大正14年）5月10日：浅野川電気鉄道の上諸江駅として開業[1]。
- 1945年（昭和20年）10月1日：北陸鉄道が浅野川電気鉄道を合併したことに伴い、同社の浅野川線の駅となる[2]。

## 駅構造
単式ホーム1面1線を有する地上駅。無人駅となっている。

## 利用状況
1日の平均乗降人員は以下の通りである。
| 1日乗降人員推移 | 1日乗降人員推移 |
| 年度            | 1日平均人数     |
| --------------- | --------------- |
| 2011年          | 373             |
| 2012年          | 345             |
| 2013年          | 355             |
| 2014年          | 337             |
| 2015年          | 383             |
| 2016年          | 362             |
| 2017年          | 398             |
| 2018年          | 369             |
| 2019年          | 379             |

## 駅周辺
- アル・プラザ金沢
- 北鉄金沢バス「上諸江」停留所
- 地域医療機能推進機構金沢病院

## 隣の駅
北陸鉄道
■浅野川線
七ツ屋駅 (A02) - 上諸江駅 (A03) - 磯部駅 (A04)